# Высшие сановники государства (Великобритания)
Вы́сшие сано́вники госуда́рства (англ. Great Officers of State) — должностные лица в Великобритании, которые либо наследуют должности, либо назначаются Короной, и выполняют особые церемониальные функции. Отдельные высшие сановники существуют для Англии и Шотландии, а раньше были и в Ирландии.
Главнейшие посты в кабинете — Министр иностранных дел (Foreign Secretary), Министр внутренних дел (Home Secretary), Канцлер казначейства (Chancellor of the Exchequer) и Премьер-министр — также в совокупности называются Высшими должностями государства.

## Англия
Список Высших сановников государства:
1. Лорд верховный распорядитель (Lord High Steward) — должность вакантна с 1421, с этого времени назначается только для коронации монарха;
2. Лорд верховный канцлер (Lord High Chancellor) — с 2005 года пост занимает министр юстиции (глава Министерства юстиции Великобритании); также — лорд-хранитель Большой печати, до 2005 года — также де-факто спикер Палаты лордов и глава судебной системы Англии и Уэльса;
3. Лорд верховный казначей (Lord High Treasurer) — глава королевского казначейства. Обязанности исполняются комиссией в составе Первого лорда казначейства (обычно Премьер-министр Великобритании) и Второго лорда (он-же канцлер казначейства);
4. Лорд председатель Совета (Lord President of the Council) — председатель Тайного совета;
5. Лорд-хранитель Малой печати (Lord Privy Seal) — хранитель Малой (тайной) печати, персональной печати монарха;
6. Лорд великий камергер (Lord Great Chamberlain) — обер-гофмейстер Вестминстерского дворца, сопровождает монарха при официальном открытии сессии Парламента;
7. Лорд верховный констебль (Lord High Constable) — должность вакантна с 1521 года, назначается только для коронаций;
8. Граф-маршал (Earl Marshal) — глава Геральдической палаты, обер-церемониймейстер — организует официальное открытие сессии Парламента, коронации и похороны монарха;
9. Лорд верховный адмирал (Lord High Admiral) — глава Адмиралтейства. Обязанности с 1709 по 1964 год исполнялись комиссией Адмиралтейства во главе с Первым лордом Адмиралтейства.

Некоторые сановники назначаются, а некоторые получают свой пост по наследству. Должность Лорда-распорядителя занималась графами Лейстерскими до 1399, после чего была передана монарху; с 1421 Лорд-распорядитель назначался временно на день коронации или для суда пэров (до 1948). Должность Лорда-камергера также наследуемая, вначале занималась графами Оксфордскими. Позже камергерство было передано нескольким наследникам, каждый из которых получил часть должности. Один из наследников камергерства, выбираемый по ротации, занимает эту должность как помощник (англ. Deputy).
Обязанности высших сановников разнообразны. Лорд-канцлер имел больше всего функций: он хранит Большую печать Великобритании и является министром Кабинета, ответственным за Министерство юстиции Великобритании, а до реформы 2005 года также председательствовал в Палате Лордов и являлся верховным судьёй Англии и Уэльса, но лишился этих обязанностей с принятием Акта о конституционной реформе, по которому в рамках реализации концепции разделения судебной, законодательсной и исполнительной властей введён отдельный пост лорда-спикера Палаты Лордов и создан Верховный суд Великобритании во главе с председателем Верховного суда.
Пост Лорда-распорядителя, имевший изначально большое политическое значение, постепенно стал церемониальным, как и посты Лорда-камергера и Обер-церемониймейстера. Лорд-казначей, Лорд-констебль и Лорд-адмирал отвечали за денежные, военные и флотские дела соответственно. Лорд председатель Совета возглавляет полные собрания Тайного совета Великобритании. Лорд хранитель не имеет должностных обязанностей, хотя формально является хранителем Малой королевской печати.
Должность Лорда-констебля («лорда-конюшего») наследовалась графами Херефордскими, но когда один сановник был лишен прав и имущества и казнён в 1521, должность вернулась к Короне. Сейчас Лорд-констебль назначается на день коронации. Последним наследуемым был пост Обер-церемониймейстера, занимавшийся графами Норфолкскими. Во времена опалы этого рода должность передавалась другим людям. До 1824, если Обер-церемониймейстер был римским католиком, он должен был назначать заместителя из числа протестантов (англ. Protestant Deputy).
Должности некоторых великих сановников занимаются «комиссиями», то есть коллективом из нескольких назначенных комиссаров. Обязанности Лорда-казначея с 1714 исполняются комиссией в составе Первого лорда (обычно Премьер-министра), Второго лорда (Канцлера казначейства) и секретаря-представителя парламентских партий. Обязанности Лорда Верховного адмирала как главнокомандующего флотом с 1709 года обычно исполняла комиссия Адмиралтейства под руководством Первого Лорда Адмиралтейства, однако с 1964 по 2011 год должность и комиссия были упразднены. В 2011 году на должность Лорда-адмирала назначен герцог Эдинбургский. Прочие высшие сановники — Лорд-канцлер, Лорд-председатель и Лорд-хранитель малой печати — назначаются Короной по совету премьер-министра. Должности Лорда-председателя и Лорда-хранителя малой печати обычно совмещаются лидером Палаты общин и лидером Палаты лордов соответственно, хотя нынешнее правительство сделало наоборот.
Акт о палате лордов 1999 забрал автоматическое право наследных пэров на место в палате лордов, но для лорда-камергера и обер-церемониймейстера Акт сделал исключение, для проведения церемоний в палате лордов.
В настоящее время должности высших сановников Великобритании занимают:
- Лорд-канцлер — Шабана Махмуд
- Лорд председатель Совета — Люси Пауэлл
- Лорд-хранитель малой печати — баронесса Базилдон
- Лорд-камергер — барон Каррингтон
- Граф-маршал — герцог Норфолк
- Лорд-адмирал — Карл III

## Шотландия
Термин «Государственный (коронный) чиновник» до сих пор используется членами Правительства Шотландии, которые назначаются на должности Высшего сановника государства, включая Первого министра Шотландии, который напрямую советует королю (королеве) в праве Короны по вопросам исключительного ведения Шотландии. Хотя многие исторические должности шотландского королевства были упразднены вскоре после Акта о соединении с Шотландией 1707, по сей день также функционируют следующие официальные государственные и церемониальные должности: 
- Лорд-Адвокат Шотландии
- Лорд Лев Геральдической палаты Шотландии
- Лорд Верховный констебль Шотландии